# Жан Кретьєн Бод
Жан Кретьєн, барон Бод (нід. Jean Chrétien Baud; 23 жовтня 1789 — 27 червня 1859) — голландський воєнно-морський офіцер, міністр колоній, сорок перший генерал-губернатор Голландської Ост-Індії.

## Біографія
Жан Кретьєн Бод народився в Гаазі. Навчався в Гаазі, Іссельбурзі і Гертогенбосі. В листопаді 1803 року був прийнятий до артилерійського училища в Бреді.  В червні 1807 року він у званні мічмана відравився на Яву на кораблі "De Vlieg". Однак, у берегів Бразилії англо-португальський флот захопив екіпаж корабля в полон і Бод залишався в полоні до вересня 1809 року. Він власними силами добрався до Нідерландів в 1810 році.
8 грудня того ж року Бод був призначений секретарем Яна Віллема Янссенса, разом з яким прибув в Баньюванґі на Яві 25 квітня 1811 року. Бод був присутнім при поверненні острова голландцям. Він сам брав участь у відновленні голландської адміністрації на посаді секретаря уряду. Він працював разом з Годертом ван дер Капелленом поки 23 серпня 1821 року не залишив посаду за станом здоров'я. Він поїхав в Голландію 14 жовтня.
Після повернення до Нідерландів Бод мав суперечку з міністром колонії Антоном Рейнгардом Фальком стосовно яванських князівств. Бод вважав, що орендувати землю у місцевих правителів доцільно лише у випадку недостатньо сильної влади колоніального уряду. Він покладав великі сподівання на колонізацію Ост-Індії європейцями і вважав, що колонії мають бути самоокупними. Свої думки він виклав у вигляді звіту для уряду. В цьому звіті, зокрема, він вказував на велику імовірність захоплення Філіппін США, що дійсно сталося через чверть століття.
В цей час Бод займається перекладом і розповсюдженням Біблії в Ост-Індії. Тоді ж він створює Королівську нідерландську пароплавну компанію в Роттердамі. Коли за пропозицією Ради Індій була створена Нідерландська торгівельна спілка Бод королівським указом від 7 травня 1824 року став секретарем комісії, що мала б розробити положення компанії.
На цій посаді Бод активно працював як над розширенням сфери впливу компанії так і над запобіганням перетворення її в інструмент політичного управління. Коли королівським указом від 5 квітня 1825 року морське міністерство об'єднали з міністерством колоній, Бод став директором по справам колоній. 
Внаслідок подій Бельгійської революції збільшення економічних потужностей Ост-Індії стало ще більш нагальнішею задачею. Коли генерал-губернатор ван ден Бош виказав бажання завершити роботу в колоніях і прохав призначити його наступником людину, яка підтримувала би введену Бошем культиваційну систему (нід. Cultuurstelsel), то його наступником був призначений Жан Бод. Рішення про призначення Бода було прийняте 28 липня 1832 року, сів на корабель він 22 вересня, а прибув до Батавії 10 січня 1833 року. Ван дер Бош деякий час вводив його в курс справ, взявши його в подорож по Яві. 
На своїй посаді Бод продовжував економічну політику свого попередника. Він приклав великі зусилля для розбудови системи фінансового управління колоній. Продовжувався тиск на місцевих правителів. За час його керівництва було лише одне повстання (в серпні 1833, в Пасуруані і Сурабаї). 
Бод не бажав затримуватись на посаді, незважаючи на прохання Ван ден Боша. Дочекавшись прибуття де Еренса, Бод залишив Ост-Індію. 
В 1840 році Бод став міністром флоту і колоній, а з 1840 по 1848 був міністром колоній. Після 1848 року він деякий час був членом Палати представників від Роттердаму. Був консерватором. Помер в Гаазі 27 червня 1859 року.